# Voladura de edificios

Voladura de las torres de refrigeración de la Central eléctrica de Athlone en Sudáfrica.

La voladura de edificios es la demolición controlada de estructuras mediante la colocación de material explosivo en puntos estratégicos, al momento de la detonación de los explosivos se crea una implosión por lo que una estructura se derrumba sobre sí en cuestión de segundos minimizando el daño físico a su entorno inmediato, a pesar de su terminología la implosión de una estructura también incluye la demolición de otras estructuras tales como puentes, chimeneas, torres y túneles .
La implosión de una construcción reduce a segundos un proceso que de otra forma podría tomar meses o años por otros métodos tales como el derrumbamiento progresivo mediante arietes metálicos accionados por grúas y grúas para la remoción de los escombros.
El uso actual del término «implosión» para referirse a la destrucción de un edificio es un nombre inapropiado. Este término fue usado en la destrucción de la Torre 1515, en West Palm Beach, Florida. «Lo que pasa es que el uso de materiales explosivos es crítico para las conexiones estructurales y permitir que la gravedad la derrumbe». Según la definición del diccionario de la lengua española de la RAE sobre implosión es «Acción de romperse hacia dentro con estruendo las paredes de una cavidad cuya presión es inferior a la externa».

## Terminología
El término implosión de una construcción puede llamar a confusión a una persona no relacionada con el tema, ya que la técnica no es un verdadero proceso de implosión. Una implosión verdadera se produce cuando la diferencia entre la presión interna y externa que actúa sobre una determinada estructura es tan grande que una estructura colapsa sobre sí misma.
En cambio, las así denominadas técnicas de implosión de edificios no se basan en la diferencia entre la presión interna y externa para producir el colapso de la estructura. En cambio, la técnica se basa en debilitar o eliminar apoyos o puntos estructurales críticos de forma tal que el edificio ya no puede soportar la fuerza de la gravedad y cae por su propio peso.
Numerosos pequeños explosivos, colocados estratégicamente dentro de la estructura, se utilizan para catalizar el colapso. Nitroglicerina, dinamita , u otros explosivos se utilizan para romper soportes de hormigón armado. Además cargas lineales se utilizan para cortar los soportes de acero. Estos explosivos se detonan en forma progresiva, con pequeños lapsos de demora entre sí, en toda la estructura. De esta manera, los explosivos en los pisos inferiores inician el derrumbe controlado.
Una estructura simple como una chimenea puede ser preparada para la demolición en menos de un día. Grandes o estructuras más complejas, grandes edificios, pueden tomar hasta seis meses de planificación y preparación para quitar paredes internas y columnas envolver con tela y la esgrima antes de disparar los explosivos.

## Reseña histórica

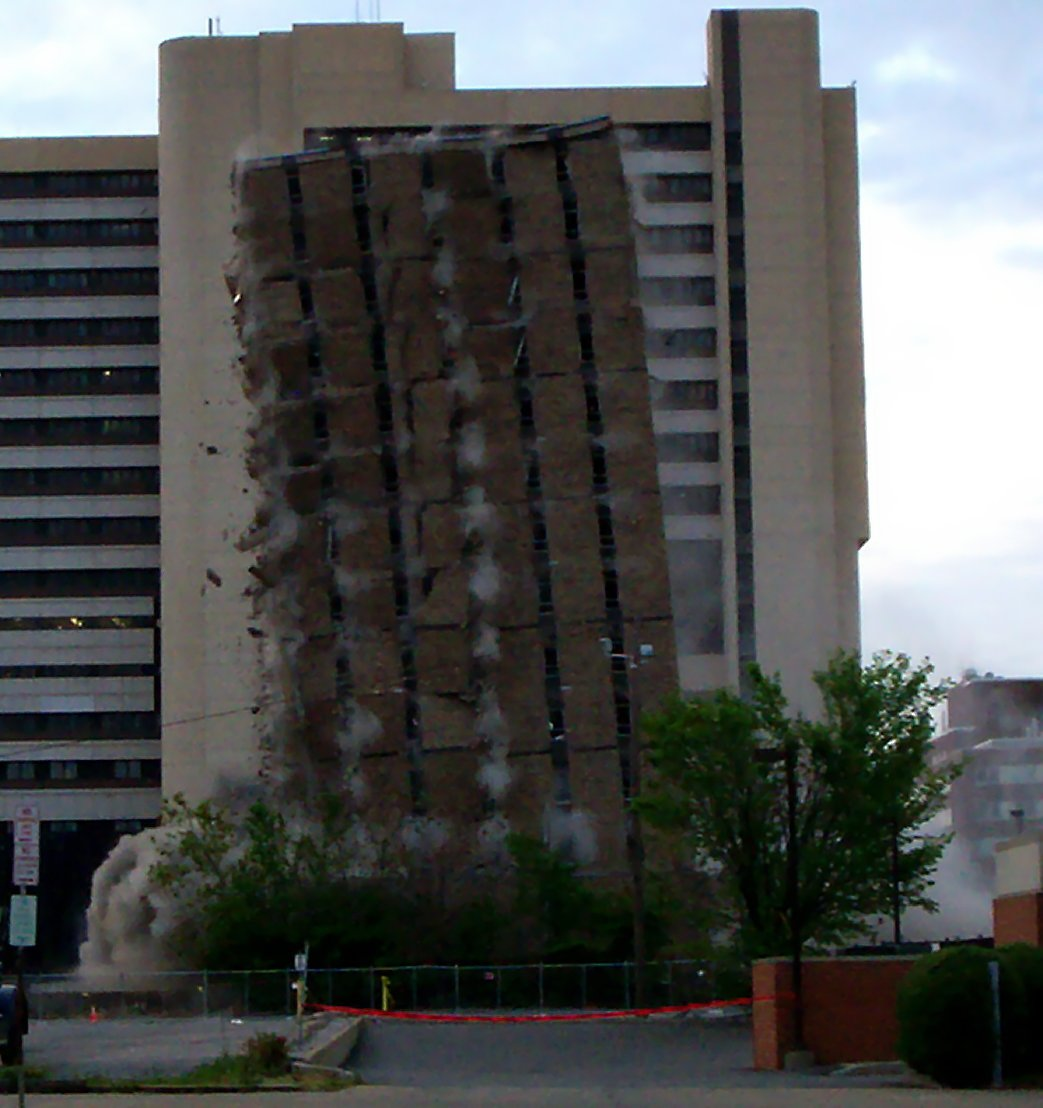
Demolición por explosión controlada en Búfalo, Nueva York.

La historia de la industria de la demolición está ligada al desarrollo de la tecnología de explosivos, uno de los primeros intentos documentados de implosión de construcciones fue el realizado en año 1773 en la Santa Catedral de la Trinidad en Waterford, Irlanda, mediante el uso de 68 kilogramos de pólvora, una gran cantidad de explosivo en el momento. El uso de explosivos de baja velocidad produce una explosión ensordecedora que instantáneamente reduce a escombros el edificio.
A finales del siglo XIX se vio la construcción y en última instancia la necesidad de demoler el primero rascacielos, los que contaban con estructuras más complejas que permitían alcanzar mayores alturas. Esto dio lugar a otras consideraciones en la demolición de edificios mediante explosivos, tales como atender a la seguridad de los trabajadores y los espectadores, y limitar los daños colaterales. Para ello se recurrió al uso de dinamita, un explosivo de alta velocidad basado en una forma estabilizada de nitroglicerina, y el uso de técnicas utilizadas en la voladura de rocas, tales como la detonación escalonada de varias cargas pequeñas, la demolición con explosivos comenzó a ser un proceso más eficiente.
Tras la Segunda Guerra Mundial, los expertos en demolición europeos debieron enfrentar grandes proyectos de reconstrucción a gran escala en zonas urbanas densas comenzaron a desarrollar y mejorar conocimientos prácticos y experiencia para derribar grandes estructuras sin dañar a las propiedades adyacentes. Esto condujo a la aparición de una industria de la demolición que creció y maduró durante el segunda mitad del siglo XX. Al mismo tiempo, el desarrollo de explosivos de alta velocidad más eficaces, tales como el RDX y de sistemas de ignición no eléctricos se combinaron para hacer de éste un período en el que la implosión fue una técnica muy utilizada.
Mientras tanto, el interés público en el espectáculo de la demolición de un edificio controlado también creció. En octubre de 1994 la demolición del Centro de Sears en Filadelfia, Pennsylvania convocó a una multitud de 50.000 personas, así como también manifestantes, bandas, y los vendedores callejeros vendiendo recuerdos de la implosión del edificio.
La evolución en el dominio de la demolición controlada llevó al recod mundial de demolición del Kingdome de Seattle el 26 de marzo de 2000.
En 1997, una implosión de un hospital en Canberra, Australia terminó en un desastre. El edificio principal no se desintegró totalmente y tuvo que ser demolido de forma manual. Mucho peor, la explosión no quedó contenida al sitio y grandes trozos de escombros se proyectaron hacia los espectadores ubicados a 500 metros de distancia, en un lugar considerado seguro para su visualización. Una niña de doce años, murió en el acto, y otras nueve personas resultaron heridas. Grandes fragmentos de mampostería y metal volaron a más de 650 metros de distancia del sitio de la demolición.

El 13 de diciembre de 2009, una torre de 31 pisos de condominios sin terminar, conocida como la Torre del Mar, fue demolida en South Padre Island, Texas. La construcción de esta torre se había iniciado en 2006, pero a causa de problema en su sistema de cimentación se había estado hundiendo de forma desigual durante la construcción, por lo que la obra fue detenida en el 2008, se le considera una de las estructuras más altas de hormigón armado en ser demolida mediante explosivos.
En diversas ocasiones, la voladura de edificios ha sido muy útil en Las Vegas.